# 세미 액티브 서스펜션
세미 액티브 서스펜션(영어: semi-active suspension)은 진동 억제 장치가 장착된 서스펜션으로, 액티브 서스펜션의 일종이다. 풀 액티브 서스펜션과는 달리 진동 억제를 위해 특별한 동력원을 사용하지 않고 외부에서 입력된 진동 에너지의 일부를 이용하여 작동된다. 따라서 서스펜션 구동에 필요한 에너지를 절약할 수 있다. 또 제어부가 고장 등으로 작동하지 않을 경우에도 보통의 댐퍼로서 기능하기 때문에 안전하고, 구조가 쉽고 간결하기 때문에 비교적 비용이 저렴하고 탑재성이 뛰어난 것이 특징이다. 그러나 발생할 수 있는 힘이 한정되어 있기 때문에, 스카이 훅 이론을 그대로 적용해도 액티브 서스펜션과 동등한 성능은 얻을 수 없다. 이를 극복하기 위해 최근 비선형 H∞제어이론에 기초한 제어 방법이 개발되어 도요타 자동차의 일부 승용차에 H∞ TEMS라는 이름으로 채용되어 있다.
차체와 대차(혹은 차륜) 사이에 댐퍼(세미 액티브 댐퍼)가 설치되어 댐퍼의 감쇠 계수를 변화시킴으로써 차체의 진동을 억제하는 구조로 되어 있다.

## 세미 액티브 서스펜션이 탑재된 차량
- HEMU-430X
- 신칸센 300계 전동차
- 신칸센 500계 전동차
- 신칸센 700계 전동차
- 신칸센 N700계 전동차

## 같이 보기
- 서스펜션
- 액티브 서스펜션